# Achyrocline satureioides
A macela ou marcela (nome científico: Achyrocline satureioides) é uma erva da flora brasileira, também conhecida por macela-do-campo, macelinha, macela de travesseiro, carrapichinho-de-agulha, camomila nacional etc. 
No dialeto alemão sulbrasileiro Riograndenser Hunsrückisch, falado por uma parcela dos habitantes do Rio Grande do Sul e estados e países vizinhos, a macela possui um nome único e que somente é utilizado por falantes deste regionalismo linguístico: Karfreitachstee, onde "Kar" significa santo, Freitach sexta-feira, e Tee quer dizer chá (no alemão-padrão: Karfreitagstee).

## Descrição
É um arbusto perene que atinge cerca de um metro de altura e que na região sul costuma florescer no mês de março. As flores são amarelas, com cerca de um centímetro de diâmetro, florescendo em pequenos cachos. As folhas são finas e de cor verde-claro, meio acinzentada, que se destaca do restante da vegetação do campo.

## Usos
Na cosmética, a macela também atua como um bom clareador natural para os cabelos de tons castanho claro a louro, ainda que seja bem menos conhecida para essa finalidade que a camomila, a macela é o principal componente ativo de alguns shampoo para cabelos claros. A planta é considerada por muitos um símbolo medicinal na região Sul do Brasil. E em vários países que compartilham as tradições culturais Guarani, tais quais o Paraguai, Uruguai, e o noroeste da Argentina, é comumente trabalhada como uma planta para tratar questões gastrointestinais, dores estomacais e digestivas.

### Tradições brasileiras
Nas regiões sul  e sudeste do Brasil as flores da macela costumam ser usadas pela população como estofo de travesseiros para os bebês, por se acreditar que tenha efeitos calmantes.
As flores têm um aroma agradável e a infusão destas ou de suas folhas supostamente alivia dores de cabeça, cólicas e problemas estomacais (veja lista de plantas medicinais).
Especificamente no Rio Grande do Sul há a tradição de colheita da macela na Sexta-Feira Santa, antes do sol nascer; pois acredita-se que a colheita nesse dia traga mais eficiência ao chá das flores. A planta é considerada um dos símbolos oficiais do Rio Grande do Sul.
No Nordeste elas florecem em setembro e geralmente são indicadoras de solos acidificados e degradados.

## Topônimos
A Pedra da Macela, formação montanhosa com 1840 metros de altitude localizada na divisa entre os estados de São Paulo e Rio de Janeiro, mais precisamente entre as cidades de Cunha e Paraty, recebeu esse nome devido à massiva presença de macelas ao longo da trilha que leva até seu cume.

## Taxonomia
Achyrocline satureioides foi descrita por (Lam.) DC. e publicada em Prodromus Systematis Naturalis Regni Vegetabilis 6: 220. 1837[1838].

## Sinonímia
- Achyrocline vargasiana
- Gnaphalium satureioides Lam. basónimo 1786[12]
- Achyrocline candicans (Kunth) DC.
- Gnaphalium candicans Kunth
- Gnaphalium rufum Willd. ex Less.
- Gnaphalium saturejaefolium Poepp. ex DC.	[13]